# 축생도
축생도(畜生道, 산스크리트어: tiyag-yoni, tiryañc, tiryaṅ-mārga, 팔리어: tiracchānayoni) 또는 축생(畜生, 산스크리트어: tiryañc, 팔리어: tiracchāna)은 벌레 · 곤충 · 어류 · 조류 · 짐승을 포함한 온갖 동물 생명체를 통칭하는데, 축생에는 사람의 몸속에 사는 미세 생명체도 포함되며, 용 · 용왕 · 가루다와 같은 신화적이거나 신적인 생명체도 포함된다.
음역하여 저율차(底栗車)라고도 하며, 의역하여 방생(傍生) · 방생취(傍生趣) · 축생취(畜生趣) 또는 횡생(橫生)이라고도 한다. 축생도(畜生道)와 축생취(畜生趣)를 번역하여 축생의 세계라고도 하며, 방생취(傍生趣)를 번역하여 방생의 세계라고도 한다.
대승불교의 유식유가행파의 논서인 《유가사지론》 제4권에 따르면, 방생 즉 '방생취의 유정들'의 세계는 약육강식의 세계로, 강한 자가 약한 자를 잡아먹는 것과 같은 서로 잔인하게 해치는 살생의 악행이 자주 행해지는 세계이다. 그리고, 인과법칙에 의거하여, 이러한 악행에 따른 과보로서 방생은 갖가지 고통을 받으며 자유롭지 못한 상태에 처하게 된다. 즉, 인간[人]과 천인[天]과 같은 다른 유정들에 의해 속박을 당하고 내몰리며 채찍을 맞는 등 인간과 천인의 생활[資生]의 도구가 되며, 이것을 포함한 갖가지 매우 무거운 고통[苦]과 괴롭힘[惱]을 받는다.
대승불교의 천태종의 논서 《천태사교의》에 따르면, 우치(愚癡)와 탐욕(貪欲)으로 인해 중품(中品)의 5역죄[五逆]와 10악(十惡)을 지은 유정들이 축생도에 태어난다. 여기서 우치는 무명(無明)의 다른 말인데 간략히 말하면 4성제(즉, 진리)와 12연기(즉, 인과법칙)를 알지 못하는 것이다. 탐욕은 특히 '욕계의 탐(貪)' 즉 욕탐(欲貪 또는 줄여서 欲)을 말한다. 욕탐이란 정확히 말하면 외적인 대상인 색 · 성 · 향 · 미 · 촉의 5경(五境)에 대한 탐욕과 집착인 5욕(五欲)을 말하는 것이지만, 부파불교의 설일체유부의 논서 《구사론》 제8권에 따르면, 대표적인 탐욕을 들어서 말하자면, 욕탐 즉 '욕계의 탐'이란 식욕과 성욕을 말한다. 즉, 먹으려는 집착과 번식하려는 집착을 말한다. 축생도는 무명과 더불어 이 두 가지 번뇌가 특히 지배적인 세계로, 무명과 이 두 가지 번뇌가 결합한 결과 축생은 살생을 비롯한 잔인한 악행을 반복하게 되고 또한 이 악행들에 따른 고통스러운 과보(특히 이숙과)를 받는 일이 반복된다.
축생도(畜生道) 또는 축생(畜生)은 다음의 분류, 그룹 또는 체계의 한 요소이다.
- 불교의 우주론에서, 욕계 · 색계 · 무색계의 3계(三界) 가운데 욕계에 속한다.
- 불교의 우주론에서, 부파불교의 설일체유부와 상좌부불교 등의 지옥취 · 아귀취 · 방생취 · 인취 · 천취의 5취(五趣) 가운데 방생취를 말한다.
- 불교의 우주론에서, 부파불교의 독자부와 대승불교 등의 지옥도 · 아귀도 · 축생도 · 아수라도 · 인간도 · 천상도의 6도(六道) 가운데 하나이다.
  - 지옥도 · 아귀도 · 축생도의 3악도(三惡道) 또는 3악취(三惡趣) 가운데 하나이다.[22]
  - 지옥도 · 축생도 · 아귀도 · 아수라도의 4악도(四惡道) 또는 4악취(四惡趣) 가운데 하나이다.[23][24]
- 불교의 우주론에서, 대승불교의 교의인 25유(二十五有) 가운데 제2유인 축생유(畜生有)에 해당한다.
- 불교에서 우주론은 4성제 가운데 고제(苦諦)에 해당한다. 따라서 축생도도 고제에 해당한다. 즉, 축생도에 대해 밝히는 것은 고제 즉 '괴로움의 현실이라는 진리'에 대해 밝히는 것의 일부이다.

## 용어

### 축생과 방생
축생도(畜生道, 산스크리트어: tiyag-yoni, tiryañc, tiryaṅ-mārga, 팔리어: tiracchānayoni) 또는 축생(畜生, 산스크리트어: tiryañc, 팔리어: tiracchāna)은 음역하여 저율차(底栗車)라고도 하며, 의역하여 방생(傍生) · 방생취(傍生趣) · 축생취(畜生趣) 또는 횡생(橫生)이라고도 한다. 이들 중 방생취 또는 방생이 현장이 사용한 신역어이며, 축생 또는 축생도가 구역어이다.
한자어 축생(畜生)은 인간[人]이나 천인[天]과 같은 다른 유정(有情)이 길러주는 생류(生類) 즉 유정이라는 뜻으로, 소나 말과 같은 가축(家畜)에 무게중심을 둔 번역어이다. 한자어 방생(傍生)과 횡생(橫生)은 '옆으로 가는 생류'라는 뜻으로 인간처럼 직립보행하지 않는 유정들을 가리킨다. 이들 번역어들의 팔리어 원어 띠랏차나(tiracchāna)의 사전적인 뜻은 '옆으로 간다(going horizontally)'로 '직립보행하지 않는 것(not going erect)'을 뜻한다. 따라서 의미상으로는 구역어인 축생도나 축생보다는 신역어인 방생취나 방생 또는 횡생이 원어의 의미를 더 살린 번역어이다.
이와 관련하여 부파불교의 설일체유부의 논서 《순정리론》 제31권에서는 방생에 대해 다음과 같이 말하고 있다.
 其身行相。少豎多傍。如水邏剎娑及緊奈落等。雖傍生攝。而形豎行。

 
그들[즉, 방생] 몸의 행상(行相)은 소수만이 서있는 모양[竪]일 뿐 대개는 몸을 뉘어서 옆으로 기어 다니는 것[傍]들이다. 즉 수라찰사(水邏刹娑)나 긴날락(緊捺落) 등과 같은 것은 비록 방생에 속하는 것일지라도 그 형태는 서서 다니는 것[竪行]이다.
 — 《순정리론》 제31권. 한문본 & 한글본

### 축생도와 축생
'축생도(畜生道)와 축생(畜生)' 또는 '방생취(傍生趣)와 방생(傍生)'은 흔히 같은 낱말로 쓰이지만 엄격히 말하면 같은 뜻은 아니다.
축생도 또는 방생취에서 도(道)와 취(趣)는 과거의 업에 의해 초래된, 축생 즉 방생이라는 특정한 형태의 이숙생의 과(果)를 말한다. 달리 말하면, 과거업에 의해 유정이 가게 되는 다섯 또는 여섯 갈래의 삶 가운데 특정한 하나를 가리키며, 결과적으로 이것은 특정한 형태의 몸을 받는 것을 말한다.
그리고 축생 또는 방생은 이러한 형태 또는 갈래의 이숙과에 태어나서 살게 된 유정, 즉 축생도의 유정 또는 방생취의 유정을 말하며, 결과적으로 축생 또는 방생이라고 분류할 수 있는 특정한 형태의 몸을 가진 유정들을 말한다.
이런 뜻에서 자신이 지은 과거생의 업의 총체적인 결과로서 현생에서 축생으로 태어나는 것을 '축생도에서 몸을 받는다[感畜生道身]' 또는 '축생의 몸을 받는다[受畜生身]'라고 표현한다.

## 축생의 거주처

### 거주처 개요

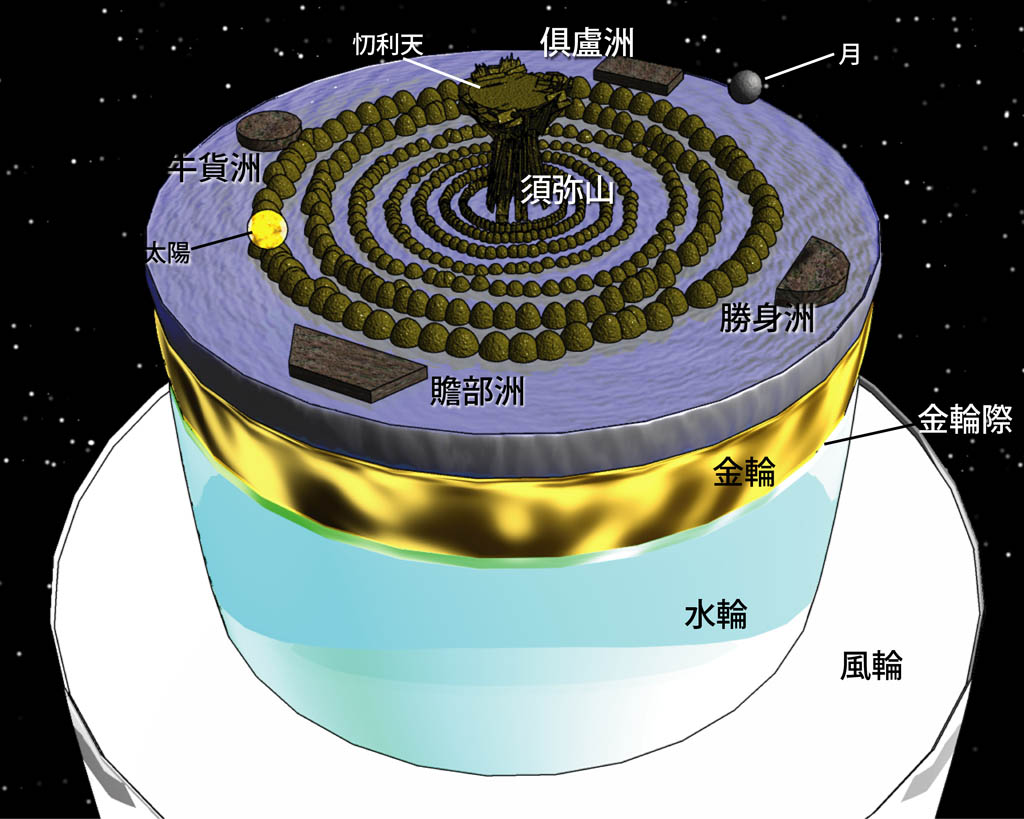
불교 우주론의 1수미세계(一須彌世界): 가운데에 수미산(須彌山)이 있고 수미산 꼭대기에 도리천(忉利天)이 있으며, 도리천의 왕이 제석천 즉 환인(桓因)이다. 허공 즉 공륜에 의지하여 풍륜이 있고, 풍륜 위에 수륜이 있고, 수륜 위에 금륜이 있으며, 금륜 위에 4대주(四大洲)와 9산8해(九山八海)가 있다. 8해(八海) 중 맨바깥의 외해는 짠물 바다이고 나머지 일곱 바다는 민물 바다이다. 《구사론》과 《순정리론》에 따르면, 축생의 원래의 거주처는 바다[海]였다.

《구사론》 《순정리론》 《천태사교의》 등의 논서에 따르면, 축생(畜生) 즉 방생(傍生)의 거주처[住處] 즉 처소[處]는 욕계의 5취 또는 6도의 어디에나 존재한다. 3계라는 측면에서 보면 축생의 거주처는 인간과 6욕천의 천중(天衆) 등과 마찬가지로 욕계 내에 존재한다.
이에 비해 《유가사지론》 제4권에서는 방생의 처소가 욕계에 존재하기는 하지만 "방생은 인간[人]과 천인[天]과 동일한 처소이기 때문에 따로 건립하지 않는다[傍生即與人天同處 故不別建立]"고 말하고 있다. 즉, 《유가사지론》에 따르면, 욕계에는 유정이 거주하는 총 36개의 처소가 있는데 방생의 처소는 이 36처소 모두에 산재하는 것이 아니라 그 중에서 인간과 천인의 처소들에 산재하며, 또한, 그렇기 때문에 방생의 처소를 별도로 헤아려 '욕계에 유정이 거주하는 37개의 처소가 있다'는 식으로는 말하지 않는다.
《구사론》 제11권과 《순정리론》 제31권에 따르면, 현재 시점에서 방생이 거주하는 곳은 물[水]과 육지[陸]와 공중[空]인데, 방생의 원래의 처소는 대해(大海)였으며, 후에 다른 곳 즉 5취 또는 6도의 여러 처소로 흘러들게 되었다. 그런데, 이 두 논서 모두는, 여기서 말하는 대해(大海)가 1수미세계의 8해(八海) 중 맨 바깥의 제8해인 짠물 바다 즉 외해(外海)를 말하는 것인지, 아니면 나머지 민물 바다인 내해(內海)를 말하는 것인지, 아니면 이 모두를 통칭하는 것인지 등에 대해서는 언급하지 않고 있다.
《유가사지론》 제4권에 언급된 욕계의 36처소[三十六處]는 다음과 같다.
 處所建立者。於欲界中有三十六處。謂八大那落迦。何等爲八。一等活。二黑繩。三眾合。四號叫。五大號叫。六燒熱。七極燒熱。八無間。此諸大那落迦處。廣十千踰繕那。此外復有八寒那落迦處。何等爲八。一皰那落迦。二皰裂那落迦。三喝哳詀那落迦。四郝郝凡那落迦。五虎虎凡那落迦。六青蓮那落迦。七紅蓮那落迦。八大紅蓮那落迦。從此下三萬二千踰繕那。至等活那落迦。從此復隔四千踰繕那。有餘那落迦。如等活大那落迦處。初寒那落迦處亦爾。從此復隔二千踰繕那。有餘那落迦應知。又有餓鬼處所。又有非天處所。傍生即與人天同處。故不別建立。復有四大洲如前說。復有八中洲。又欲界天有六處。一四大王眾天。二三十三天。三時分天。四知足天。五樂化天。六他化自在天。復有摩羅天宮。即他化自在天攝。然處所高勝。復有獨一那落迦近邊那落迦。即大那落迦及寒那落迦。以近邊故不別立處。又於人中亦有一分獨一那落迦可得。如尊者取菉豆子說。我見諸有情。燒然。極燒然。遍極燒然總一燒然。聚如是等三十六處。總名欲界。

 
처소(處所)의 건립(建立)이란 욕계(欲界)에 36개의 처소가 있다.
1. 8대나락가(八大那落迦)를 말하는데, 무엇 등을 8이라고 하는가?
  1. (1) 첫째는 등활(等活)이요,
  2. (2) 둘째는 흑승(黑繩)이요,
  3. (3) 셋째는 중합(衆合)이요,
  4. (4) 넷째는 호규(號叫)요,
  5. (5) 다섯째는 대호규(大號叫)요,
  6. (6) 여섯째는 소열(燒熱)이요,
  7. (7) 일곱째는 극소열(極燒熱)이요,
  8. (8) 여덟째는 무간(無間)이다.
이러한 대나락가(大那落迦)들의 처소는 넓이가 만 유선나(踰繕那)이다.

2. 그 밖에 다시 여덟 가지의 한나락가(寒那落迦)가 있다. 무엇을 여덟 가지라고 하는가?
  1. (9) 첫째는 포나락가(皰那落迦)이며,
  2. (10) 둘째는 포열나락가(皰裂那落迦)이며,
  3. (11) 셋째는 갈찰점나락가(喝哳詀那落迦)이며,
  4. (12) 넷째는 학학범나락가(郝郝凡那落迦)이며,
  5. (13) 다섯째는 호호범나락가(虎虎凡那落迦)이며,
  6. (14) 여섯째는 청련나락가(靑蓮那落迦)이며,
  7. (15) 일곱째는 홍련나락가(紅蓮那落迦)이며,
  8. (16) 여덟째는 대홍련나락가(大紅蓮那落迦)이다.
이곳으로부터 3만 2천 유선나(踰繕那)를 내려오면 등활나락가(等活那落迦)에 이르고, 이곳으로부터 다시 4천 유선나(踰繕那)를 떨어지면 등활나락가의 처소[處]와 같은 그 나머지 나락가들이 있다. 첫번째의 한나락가의 처소[處]도 또한 그러하며, 이로부터 다시 2천 유선나(踰繕那)를 떨어져서 그 나머지 나락가들이 있음을 마땅히 알아야 한다.

3. (17) 또한 아귀(餓鬼)의 처소도 있고,
4. (18) 비천(非天)의 처소도 있으며,
5. 방생(傍生)은 곧 인(人) 천(天)과 동일한 처소이기 때문에 따로 건립하지 않는다.
6. (19) 다시 앞에서 설한 것과 같이 4대주(四大洲)가 있으며,
  1. (23) 다시 8중주(八中洲)가 있다.

7. 또한 욕계(欲界)의 천(天)에는
  1. (31) 첫째 4천왕중천(四天王衆天),
  2. (32) 둘째 33천(三十三天),
  3. (33) 셋째 시분천(時分天),
  4. (34) 넷째 지족천(知足天),
  5. (35) 다섯째 락화천(樂化天),
  6. (36) 여섯째 타화자재천(他化自在天)의 
여섯 가지의 처소가 있다.

8. 다시 타화자재천(他化自在天)에는 처소가 높고 훌륭한 마라천(摩羅天)의 궁전이 딸려 있다.
9. 다시 독일나락가(獨一那落迦)와 근변나락가(近邊那落迦)가 있지만 대나락가와 한나락가의 근처에 있기 때문에 따로 처소를 세우지 않는다.
10. 또한 인(人) 가운데도 일정한 부분의 독일나락가(獨一那落迦)를 얻을 수 있다. 마치 존자(尊者) 취록두자(取菉豆子)가 '나는 불타고 극히 불타고 두루 극히 불타는 유정(有情)들을 보니, 모두 하나가 불타는 것이다'라고 말하는 것과 같다.

이와 같은 36처(三十六處)를 모두 욕계(欲界)라고 한다.
 — 《유가사지론》 제4권. 한문본 & 한글본

### 각각의 도의 축생
부파불교의 설일체유부의 논서 《대비바사론》 제172권에서는 축생 즉 방생이 여러 도(道) 즉 취(趣)에 두루 존재한다고 말하고 있으며, 몇몇을 나열하고 있다. 설일체유부는 6도(六道)가 아닌 5도(五道)가 있다는 견해를 가졌는데, 아수라도가 천상도에 속한다고 보기 때문이다. 이 견해에 따를 때, 축생이 실제로 거주하는 처소로는 지옥도 · 아귀도 · 인간도 · 천상도의 4도의 처소가 있다.

#### 지옥도의 축생
《대비바사론》 제172권에 따르면 날락가(捺落伽) 즉 지옥에는 다음과 같은 축생들이 있다.
- 무족(無足) 축생: 양구타충(孃矩吒蟲, 양구타 벌레) 등
- 이족(二足) 축생: 철취조(鐵嘴鳥, 쇠부리새) 등[주해 2]
- 사족(四足) 축생: 흑준구(黑駿狗, 검은 큰 개) 등[주해 3]
- 다족(多足) 축생: 백족(百足) 등

#### 아귀도의 축생
《대비바사론》 제172권에 따르면 귀취(鬼趣) 즉 아귀도의 처소에는 다음과 같은 축생들이 있다.
- 무족(無足) 축생: 독사(毒蛇) 등
- 이족(二足) 축생: 까마귀[烏] · 올빼미[鴟] 등
- 사족(四足) 축생: 여우[狐] · 살쾡이[狸] · 코끼리[象] · 말[馬] 등
- 다족(多足) 축생: 육족(六足) · 백족(百足) 등

#### 인간도의 축생
《대비바사론》 제172권에 따르면 인취(人趣) 즉 인간도의 처소에는 다음과 같은 축생들이 있다.
동승신주(東勝身洲) · 남섬부주(南贍部洲) · 서우화주(西牛貨洲)의 3주(三洲)에 거주하는 축생들은 다음과 같다.
- 무족(無足) 축생: 배[腹]로 기어다니는 모든 축생[腹行蟲: 蟲은 여기서는 동물의 총칭][39]
- 이족(二足) 축생: 기러기[鴻雁] 등
- 사족(四足) 축생: 코끼리[象] · 말[馬] 등
- 다족(多足) 축생: 백족(百足) 등

북구로주(北俱盧洲)에 거주하는 축생들은 다음과 같다. 북구로주에는 무족과 다족 축생이 모두 없는데, 그 이유는 북구로주는 '괴롭힘[惱]이나 해침[害]이 없는 업[無惱害業]'의 과보를 받는 곳이기 때문이다.
- 무족(無足) 축생: 없음
- 이족(二足) 축생: 기러기[鴻雁] 등
- 사족(四足) 축생: 코끼리[象] · 말[馬] 등
- 다족(多足) 축생: 없음

#### 천상도의 축생
《대비바사론》 제172권에 따르면 천취(天趣) 즉 천상도의 처소에는 다음과 같은 축생들이 있다.
지거천(地居天) 즉 4천왕천(四大王天)과 33천(三十三天)의 두 하늘에 거주하는 축생들은 다음과 같다. 지거천에는 무족과 다족 축생이 모두 없는데, 그 이유는 북구로주와 마찬가지로 지거천은 '괴롭힘[惱]이나 해침[害]이 없는 업[無惱害業]'의 과보를 받는 곳이기 때문이다.
- 무족(無足) 축생: 없음
- 이족(二足) 축생: 가루다[妙色鳥] 등
- 사족(四足) 축생: 코끼리[象] · 말[馬] 등
- 다족(多足) 축생: 없음

공거천(空居天) 즉 야마천(夜摩天) · 도솔천(兜率天) · 화락천(化樂天) · 타화자재천(他化自在天)의 네 하늘에 거주하는 축생들은 다음과 같다. 공거천에는 무족과 다족 축생이 모두 없는데, 그 이유는 북구로주와 지거천과 마찬가지로 공거천은 '괴롭힘[惱]이나 해침[害]이 없는 업[無惱害業]'의 과보를 받는 곳이기 때문이다. 또한 공거천에는 코끼리 · 말 등의 4족 축생도 없다. 그렇지만, 공거천의 천인[天]들은 복업(福業)에 따른 '변화의 힘(즉, 신통력, 비유하자면, 마법사의 마법력이라고 할 수 있다)'으로 코끼리나 말의 형상을 가진 비유정[非情]을 만들어서 타고 다닌다. 즉, 실제 유정으로서의 4족 축생은 없으며 변화로 만들어낸, 4족 축생의 모습의 비유정들이 있을 뿐이다.
- 무족(無足) 축생: 없음
- 이족(二足) 축생: 가루다[妙色鳥] 등
- 사족(四足) 축생: 없음
- 다족(多足) 축생: 없음

색계와 무색계의 하늘들에는 오로지 천인[天]들만이 거주하므로, 여기에 축생은 존재하지 않는다. 달리 말하면, 축생도의 정의에 의거하여 축생은 오로지 욕계에 속한 유정이다. 마찬가지로, 지옥도 · 아귀도 · 아수라도 · 인간도의 정의에 의거하여, 지옥의 유정 · 아귀 · 아수라 · 인간은 모두 오로지 욕계에 속한 유정이다.

## 축생의 종류
구담 반야류지(瞿曇般若流支, Gautama Prajñāruci)가 538년에서 541년 사이에 한역한 《정법념처경(正法念處經)》의 〈5. 축생품 (畜生品) ①〉이 시작되는 제18권에 따르면, 축생에는 34억 가지의 종류가 있다. 《정법념처경》에서는 6도(六道)의 체계가 아닌 5도(五道)의 체계를 따르고 있는데, 5도 가운데 그 종류가 가장 많은 도(道)가 축생도라고 말하고 있다.
 彼以聞慧。觀諸畜生種類差別。三十四億。隨心自在。生於五道。於五道中。畜生種類。其數最多。種種相貌。種種色類。行食不同。群飛各異。憎愛違順。伴行雙隻。同生共遊。所謂飛禽。及諸走獸。烏鵲鵝鴈。鴻鳥眾類。異群別遊。不相怨害。狐狗野干等。互相憎嫉。烏與角鴟。馬及水牛。蚖蛇鼬等。共相殘害。形相不同。行食各異。以何業故。種種形相行食各異。彼以聞慧。觀是眾生。爲種種心之所役使。作種種業。入種種道。噉種種食。

 
그리고 그[비구]는 다시 들어 얻은 지혜[聞慧]로 모든 축생들의 종류의 차별을 관찰한다. 즉 거기는 34억(三十四億)이 있는데, 그들은 마음의 자재(自在)를 따라 5도(五道)에 나고, 5도 가운데 축생의 종류가 그 수가 가장 많다. 갖가지의 모양[相貌]과 갖가지의 빛깔 종류[色類]와 먹이[行食]들이 같지 않고, 떼를 짓거나[群] 나는[飛] 것이 각기 다르며, 서로 사랑하는 것도 있고 미워하는 것도 있으며, 서로 거스르는 것도 있고 순종하는 것도 있으며, 짝을 지어 다니는 것도 있고 쌍을 짓는 것도 있으며 외짝도 있으며, 같이 태어나서 함께 노는 것도 있다.

이른바 나는 새[飛禽]와 달리는 짐승[走獸]들로서 까마귀 · 까치 · 거위 · 기러기 · 큰 기러기 따위는 떼를 달리하여 따로 놀면서도 서로 해치지 않고, 여우 · 개 · 늑대 따위는 서로 미워하며, 새와 솔개, 말과 물소, 살무사와 족제비들은 서로 해치면서 형상(形相)도 같지 않고 먹이도 각기 다르다.

어떤 업으로 형상이 갖가지며 먹이가 각기 다른가? 그는 들어 얻은 지혜로 그 중생들을 관찰한다. 즉 그들은 갖가지 마음의 지배를 받아 갖가지 업을 짓고 갖가지 길[道]에 들어가 갖가지의 먹이를 먹는다.
 — 《정법념처경》 제18권 〈5. 축생품 (畜生品) ①〉. 한문본 & 한글본
서역 출신의 승려인 가류타가(迦留陀伽: fl. 392)가 한역한 《십이유경(十二遊經)》에서는 4대주 가운데 염부제(閻浮提) 즉 남섬부주(南贍部洲)에 존재하는 축생의 종류에 대해 언급하고 있는데, 이에 따르면 6,400종의 어류[魚]와 4,500종의 조류[鳥]와 2,400종의 '파충류와 포유류 등[獸]'이 있다. 하지만 수만 나열하고 있을 뿐 그 이름들을 들고 있진 않다. 남섬부주는 원래는 인도 아대륙을 가리킨 것이지만, 후대에서는 지구 즉 우리들이 살고 있는 인간세계[人世]를 가리키는 것으로 해석되고 있다.

## 축생의 분류

### 출생 형태에 따른 분류

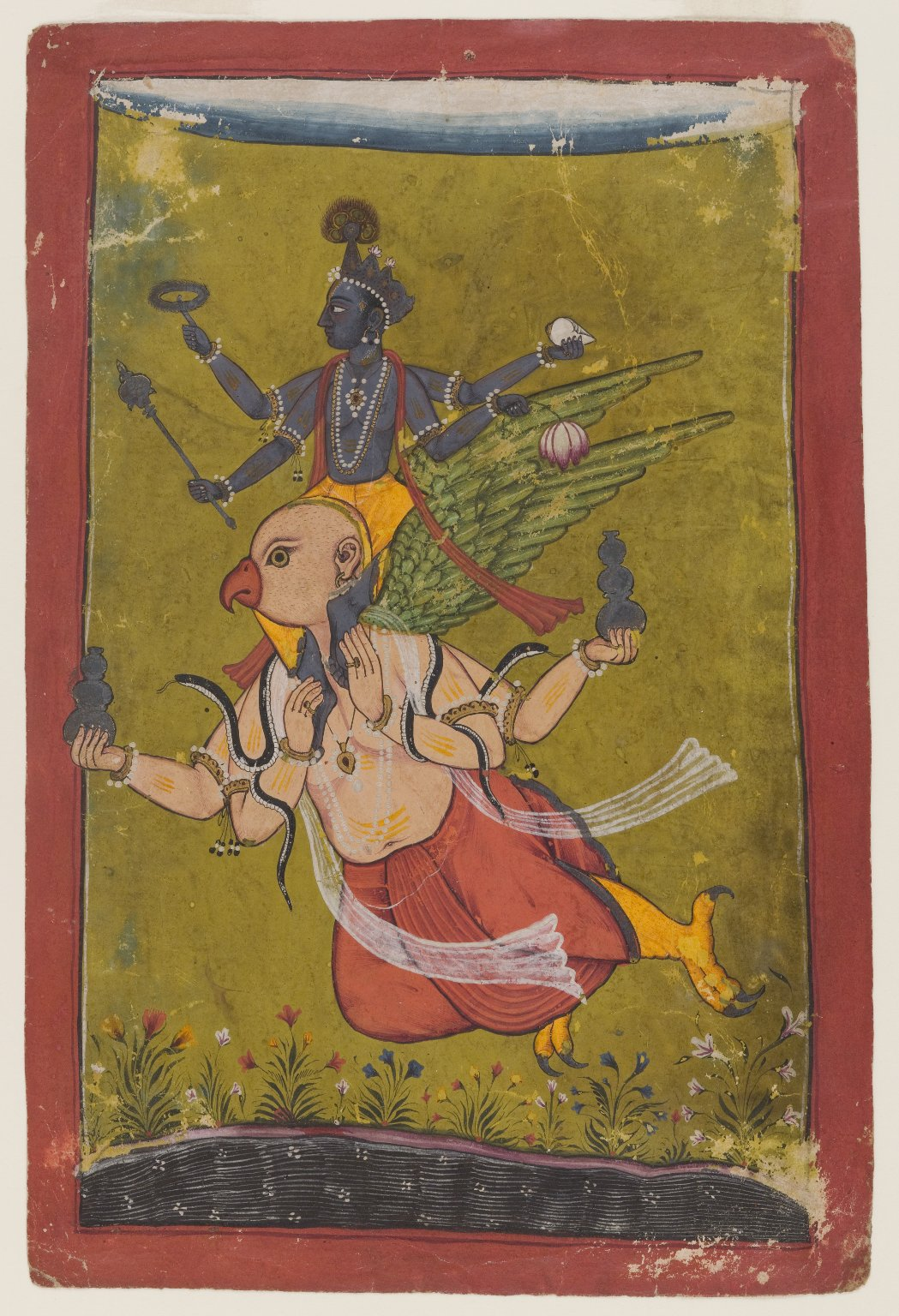
가루다를 타고 적을 급습하고 있는 비슈누(Viṣṇu): 불교 문헌에서는 비슈누를 위뉴천(韋紐天)이라고 한다.

불교 일반에서는, 축생뿐 아니라 모든 유정을 출생 형태에 따라 난생(卵生) · 태생(胎生) · 습생(濕生) · 화생(化生)의 4생(四生)으로 분류하기도 한다.
난생(卵生)은 알껍질[卵殼]로부터 생겨나는 유정류를 말하는데, 축생의 경우 거위 · 공작 · 앵무새 · 기러기 등과 같은 조류가 난생에 해당한다.
태생(胎生)은 탯집[胎藏]으로부터 생겨나는 유정류를 말하는데, 축생의 경우 코끼리 · 말 · 소 · 돼지 · 양 · 나귀 등과 같은 포유류가 태생에 해당한다.
습생(濕生)은 습기(濕氣)로부터 생겨나는 유정류를 말하는데, 축생의 경우 벌레 · 누에나방 · 모기 · 노래기 · 지네 등과 같은 벌레와 곤충류가 습생에 해당한다.
화생(化生)은 알껍질[卵殼] · 탯집[胎藏] · 습기(濕氣)에 의지하지 않고 생겨나는 유정류를 말하는데, 감관을 모두 갖추어 수족이나 마디마디[支分]의 결함 없이 신체가 단박에 생겨나는 것을 말한다. 없다가 홀연히 있기 때문에 화생이라 한다.
《구사론》 제8권에 따르면, 축생의 경우 용(龍)이나 게로다(揭路茶: 가루다 즉 금시조) 등이 화생(化生)에 해당한다. 이에 비해, 《장아함경》 제19권 〈30. 세기경(世紀經) 5) 용조품(龍鳥品)〉에 따르면, 용과 게로다(금시조)는 화생만 있는 것이 아니며 난생 · 태생 · 습생 · 화생의 네 출생 유형 모두가 있다.

### 주된 활동 공간에 따른 분류
대승불교의 중관학파의 논서 《대지도론》 제30권에 따르면, 축생은 주된 활동 공간에 의거하여, 공중으로 다니는 것[空行]과 육지로 다니는 것[陸行]과 물속에서 다니는 것[水行]으로 분류하기도 한다.

### 주된 활동 시간에 따른 분류
대승불교의 중관학파의 논서 《대지도론》 제30권에 따르면, 축생은 주된 활동 시간에 의거하여, 낮에 다니는 것[晝行]과 밤에 다니는 것[夜行]과 밤낮으로 모두 다니는 것[晝夜行]으로 분류하기도 한다.

### 천태사교의 등에서의 분류
대승불교의 천태종의 논서 《천태사교의》 등에서는, 아래 목록에 나타난 바와 같은, 축생의 여러 그룹을 나열하고 있는데, 중복이 있다.
- 피모(披毛): 몸에 털이 나 있는 동물
- 대각(戴角): 머리에 뿔이 돋아 있는 동물
- 인(鱗): 비늘이 있는 동물
- 갑(甲): 갑각이 있는 동물
- 우(羽): 깃털이 있는 동물
- 모(毛): 털이 있는 동물
- 4족(四足): 4족 동물
- 다족(多足): 다족 동물
- 유족(有足): 다리가 있는 동물
- 무족(無足): 다리가 없는 동물
- 수행(水行): 물속에서 다니는 동물
- 육행(陸行): 육지로 다니는 동물
- 공행(空行): 공중으로 다니는 동물

### 용왕과 가루다에 대하여
대승불교의 중관학파의 논서 《대지도론》 제30권에서는 5취(五趣) 즉 5도(五道)에 아수라도를 더하여 6도(六道)가 있는 이유에 대해 설명하는 중에 용왕과 가루다(금시조)가 비록 힘이 세고 변화(變化)할 수 있는 능력이 있으며 즐거움을 받지만 인간보다 저열한 축생으로 분류되는 이유에 대해 언급하고 있는데, 다음 인용문과 같다.
 世間善有三品：上分因緣故，天道果報；中分因緣故，人道果報；下分因緣故，阿修羅道果報。　問曰：　汝自說阿修羅與天等力，受樂與天不異，云何今說善下分爲阿修羅果報？　答曰：　人中可得出家受戒，以至於道。阿修羅道結使覆心，得道甚難。諸天雖隨結使，心直信道；阿修羅眾，心多邪曲，不時近道。以是故，阿修羅雖與天相似，以其近道難故，故在人下。如龍王、金翅鳥，力勢雖大，亦能變化故，在畜生道中；阿修羅道亦如是。　問曰：　若龍王、金翅鳥，力勢雖大，猶爲畜生道攝，阿修羅亦應餓鬼道攝，何以更作六道？　答曰：　是龍王、金翅鳥，雖復受樂，傍行形同畜生故，畜生道攝。地獄、餓鬼形雖似人，以其大苦故，不入人道。阿修羅力勢既大，形似人、天故，別立六道。

 
세간의 선(善)에는 세 가지가 있다. 위 갈래[上分]의 인연 때문에 천도(天道)의 과보가 있고, 중간 갈래[中分]의 인연 때문에 인도(人道)의 과보가 있으며, 아래 갈래[下分]의 인연 때문에 아수라도(阿修羅道)의 과보가 있다.

[문] 그대 자신도 “아수라는 하늘들과 힘이 같고 즐거움을 누림이 하늘들과 같아서 다르지 않다”고 말했는데 어찌하여 이제는 “선의 아래 갈래로서 아수라의 과보를 받는다”고 말하는가?

[답] 사람 가운데서는 출가하여 계율을 받고 도(道)에 이를 수가 있으나 아수라도(阿修羅道)에서는 결사(結使: 결과 사, 즉 번뇌)가 마음을 가리워서 도를 얻기가 매우 어렵다. 모든 하늘들은 비록 결사를 따른다 하더라도 마음이 곧고 도를 믿게 되지만, 아수라들은 마음이 삿되고 굽은 일이 많고 때때로 도에 가까이하지도 않는다. 이 때문에 아수라는 비록 하늘과 비슷하다 하더라도 그들은 도에 가까이하기가 어려우므로 사람의 아래에 있다. 마치 용왕과 금시조가 힘이 비록 세고 또한 변화(變化)를 할 수 있다 하더라도 축생의 세계[畜生道]에 있는 것처럼 아수라의 세계[阿修羅道]도 역시 그와 같다.

[문] 만일 용왕과 금시조가 힘이 비록 세다 하더라도 오히려 축생의 세계에 포섭되어 있으므로 아수라도 역시 아귀의 세계[餓鬼道]에 포섭되어야 하는데 무엇 때문에 다시 6도로 만드는가?

[답] 이 용왕과 금시조는 비록 즐거움을 받는다 하더라도 몸을 뉘고 다니며[傍行] 형상이 축생과 동일하기[形同畜生] 때문에 축생의 세계에 속한다. 지옥과 아귀는 비록 사람과 비슷하다 하더라도 큰 고통을 받기 때문에 사람의 세계[人道]에는 들지 못하며, 아수라는 힘도 세고 형상이 사람과 하늘들과 비슷하기 때문에 따로 여섯째의 세계[六道]로 세우는 것이다.
 — 《대지도론》 제30권. 한문본 & 한글본

## 축생의 수명
《구사론》 제11권 · 《순정리론》 제31권 · 《유가사지론》 제4권 등에 따르면, 축생의 수명[壽量]은 다양하여 정해진 한도가 없다.

### 수명이 가장 긴 축생: 8대용왕
《구사론》 제11권과 《순정리론》 제31권에 따르면, 축생들 중에서 수명이 가장 긴 축생은 난타(難陀) 등의 8대용왕(八大龍王)으로 그 수명은 1중겁(一中劫)이다.
대용왕(大龍王, 산스크리트어: nāga-rāja)은 불법(佛法)을 옹호하는 선신(善神)이다. 《법화경》 제1권 〈서품〉에 따르면 8대용왕의 명칭은 난타(難陀, Nanda) · 발난타(跋難陀, Upananda) · 사가라(娑伽羅, Sāgara) · 화수길(和修吉, Vāsuki) · 덕차가(德叉迦, Takṣaka) · 아나바달다(阿那婆達多, Anvataptā) · 마나사(摩那斯, Manasvīn) · 우발라(優盋羅, Utpalaka)이다.
그리고 1중겁(一中劫)은 신역어로, 구역어의 1소겁(一小劫)에 해당한다. 불교 우주론에 따르면, 모든 유정이 생로병사(生老病死)의 1기4상(一期四相)의 변화와 윤회를 반복하고, 모든 유위법이 생주이멸(生住異滅)의 4상(四相)의 변화와 상속을 반복하듯이, 우주 즉 3천대천세계도 성(成) · 주(住) · 괴(壞) · 공(空)의 4겁(四劫)의 시간적 변화와 우주적인 윤회를 반복한다. 그리고 불교 우주론에서는 4겁 즉 우주의 시간적 변화를 다룰 때 중겁(中劫, 산스크리트어: antara-kalpa)을 기본 단위로 사용한다. 이것은 천문학에서 별의 거리나 은하의 거리와 같은 큰 치수에 대해 말할 때 광년을 사용하는 것과 유사하다.
신역어로 번역된 논서인 《구사론》의 제12권 등에 따르면, 1중겁은 4겁 가운데 주겁(住劫, 산스크리트어: sthiti-kalpa)의 총 기간의 20분의 1에 해당한다. 달리 말하면, 주겁의 총 기간은 20중겁이다. 20중겁이 있는 이유는 우주가 생성된 후 유지되는 기간에 해당하는 주겁에 크게 보아 동일한 형태의 커다란 이벤트가 20회 있기 때문이다. 이 이벤트는 '여러 유정 가운데 남섬부주의 인간의 수명'이 10세에서 점차 증가하여 8만 세에 이른 후 다시 8만 세에서 점차 줄어들어서 마침내 10세에 이르는 것으로, 이 한 번의 이벤트에 걸리는 시간을 중겁(中劫) 또는 1중겁(一中劫)이라고 한다.
그런데, 엄밀히 말하면, 주겁 동안에 일어나는 총 20회의 이벤트의 형태가 완전히 동일하지는 않다. 즉, 처음의 제1회 즉 제1중겁(第一中劫)은 무량(無量)의 수명에서 출발하여 점차 감소하여 10세 이르는 비왕복성의 이벤트이고, 마지막의 제20회 즉 제20중겁(第二十中劫)은 10세의 수명에서 출발하여 점차 증가하여 8만 세에 이르는 비왕복성의 이벤트이다. 이에 비해 제2회부터 제19회까지 즉 제2중겁부터 제19중겁까지는 10세에서 점차 증가하여 8만 세에 이른 후 다시 8만 세에서 점차 줄어들어서 10세에 이르는 왕복성의 이벤트이다. 하지만, 제1중겁과 제20중겁의 이벤트 각각에 걸리는 시간이 제2중겁부터 제19중겁까지의 이벤트 각각에 걸리는 시간과 동일하며, 그렇기 때문에 주겁의 총 기간의 20분의 1을 1중겁으로 하여 우주 즉 3천대천세계의 생성[成] · 유지[住] · 소멸[壞] · 소멸 후의 상태[空]의 시간적 변화를 논할 때 기본 단위로 사용한다.
한편, 불교의 우주론에 따르면, 우주의 완전한 생성 즉 성겁(成劫)에 걸리는 총 기간은 우주가 생성 후 유지되는 기간 즉 주겁(住劫)에 걸리는 총 기간과 동일하며, 마찬가지로 우주의 완전한 소멸 즉 괴겁(壞劫)에 걸리는 총 기간과 우주가 완전히 소멸된 후 무(無)의 상태가 유지되는 기간인 공겁(空劫)에 걸리는 총 기간도 역시 주겁(住劫)에 걸리는 총 기간과 동일하다. 즉, 성(成) · 주(住) · 괴(壞) · 공(空)의 4겁(四劫)의 각각의 기간은 모두 20중겁이다.
그리고 성(成) · 주(住) · 괴(壞) · 공(空)의 4겁(四劫)의 각각의 20중겁을 모두 합하면 80중겁이 되는데, 80중겁의 기간을 대겁(大劫, 산스크리트어: maha-kalpa)이라고 한다. 즉, 1대겁은 80중겁이다.

### 수명이 가장 짧은 축생: 하루살이
《법원주림》 제6권에 따르면, 수명이 가장 짧은 축생은 부유(蜉蝣) 즉 하루살이이다.
 如毘曇說云。畜生道中。... 壽極短者不過蜉蝣之蟲。朝生夕死不盈一日。

 
『아비담론』에서 말한 것과 같다.

"축생은 ... 수명이 극히 짧은 것으로는 하루살이[蜉蝣]만한 것이 없으니 아침에 났다가 저녁에 죽어 하루를 채우지 못한다."
 — 《법원주림》 제6권. 한문본 & 한글본

### 기타 축생의 수명과 축생으로의 윤회에 대하여
《법원주림》 제6권에서는, 아래 인용문과 같이 축생의 수명이 아주 다양하다고 말하고 있다. 그리고 《대지도론》 제11권에 수록된 고타마 붓다와 사리불의 일화를 들어 특정 축생이 축생으로 계속 윤회하는 것이 언제까지 그렇게 되는지에 대해 아는 것은 범부의 지혜로 알기 어렵다고 말하고 있다.
 如毘曇說云。畜生道中。壽極長者不過一劫。如持地龍王及伊羅缽龍等。壽極短者不過蜉蝣之蟲。朝生夕死不盈一日。中間長短不可具述。如智度論說。佛令舍利弗觀鴿過未。前後各八萬劫。猶不捨鴿身。故知畜生壽報長遠。非凡所測也。

 
『아비담론』에서 말한 것과 같다.

"축생은 수명이 극히 긴 것도 1겁(즉, 1중겁)을 넘기지 못하니 지지(持地)라는 용왕과 이라발(伊羅鉢)이라는 용 등이 그러하며, 수명이 극히 짧은 것으로는 하루살이[蜉蝣]만한 것이 없으니 아침에 났다가 저녁에 죽어 하루를 채우지 못한다. 그 중간의 길고 짧음은 다 말할 수 없다."

또 『지도론』에서 말한 것과 같다.

"부처님께서 사리불을 시켜 어떤 비둘기의 과거와 미래를 관찰[觀]하게 하셨더니, 그 전후가 각각 8만 겁인데도 그 비둘기의 몸을 버리지 못하였다."

따라서 축생들 수명의 장단은 범부들의 헤아릴 바가 아님을 알 수 있다.
 — 《법원주림》 제6권. 한문본 & 한글본
《대지도론》 제11권의 해당 부분에 따르면, 이러한 앎은 범부 뿐아니라 사리불 정도의 지혜로도 알기 어려운 사항이라고 말하고 있다. 해당 일화에 따르면, 고타마 붓다가 사리불로 하여금 어떤 비둘기에 대해 언제부터 비둘기로 윤회하기 시작했으며 언제 비둘기로 윤회하는 것을 벗어나는가에 대해 관찰하게 하였다. 당시 사리불의 지혜는 숙명지삼매(宿命智三昧)에 들어가 전생의 8만 대겁과 내생의 8만 대겁을 관찰할 수 있는 정도였는데, 둘 다를 관찰해보니 그 16만 대겁 동안 항상 비둘기의 삶이었다. 사리불은 전후 8만 대겁 이상을 관찰할 수 있는 지혜는 없었기에 고타마 붓다에게 자신으로서는 더 이상은 알 수가 없다고 말하니, 고타마 붓다는 다음 인용문과 같이 말하였고 이것이 계기가 되어 사리불은 자신의 현재의 지혜에 만족하지 않고 부처의 지혜 즉 완전한 깨달음을 증득하기 위해 정진할 것을 다짐한다. 고타마 붓다가 사리불로 하여금 비둘기의 삶을 관찰하게 하였던 것의 목적은 사리불로 하여금 완전한 깨달음을 향해 정진케 하기 위한 것으로, 부처의 지위에 도달한 스승과 직제자간에 어떤 일이 일어나는 지를 잠시나마 엿보게 한다. 그리고 이 일화는 축생이 아주 오랜 삶 동안 계속 축생으로 윤회할 가능성이 아주 크다는 것을 보여준다.
 佛告舍利弗：「此鴿除諸聲聞、辟支佛所知齊限，復於恒河沙等大劫中常作鴿身，罪訖得出。輪轉五道中，後得爲人，經五百世中，乃得利根。是時有佛，度無量阿僧祇眾生，然後入無餘涅槃。遺法在世，是人作五戒優婆塞，從比丘聞讚佛功德，於是初發心，願欲作佛。然後於三阿僧祇劫，行六波羅蜜，十地具足，得作佛，度無量眾生已而入無餘涅槃。」　是時，舍利弗向佛懺悔，白佛言：「我於一鳥，尚不能知其本末，何況諸法？我若知佛智慧如是者，爲佛智慧故，寧入阿鼻地獄受無量劫苦，不以爲難。」}

 
부처님께서 사리불에게 말씀하셨다.

“이 비둘기는 성문이나 벽지불이 아는 한계를 넘어서고 다시 항하(恒河)의 모래수같이 많은 대겁 동안 항상 비둘기의 몸을 받으리라. 그러다가 죄를 다하고 비둘기의 몸을 벗어나면 5도(五道) 가운데 헤매다가[輪轉] 나중에 사람으로 태어나서 5백 생을 지나야 비로소 예리한 근[利根]을 얻게 되리라.

이 때 [즉, 비둘기가 비로소 이근(利根)의 사람이 되어 교법을 받아들일 수 있는 상태가 되었을 때] 어떤 부처님이 한량없는 아승기의 중생을 제도하신 뒤에 무여열반에 드시니, 남기신 법이 세상에 있으리라. 이 사람은 5계를 받은 우바새가 되어 [어떤] 비구에게서 [그] 부처님을 찬탄하는 공덕을 듣고는 여기에서 비로소 발심하여 부처가 되기를 서원하리라. 그런 뒤에 3아승기겁 동안 6바라밀을 행하고 10지(十地)를 구족(具足)해 부처가 되며, 한량없는 중생을 제도(濟度 또는 度: 생사의 세계에서 건져내어 열반의 세계에 이르게 함)한 뒤에 무여열반에 들리라.”

이때 사리불이 참회하면서 부처님께 말씀드렸다.

“저는 한 마리의 새에 대해서도 그 본말을 알지 못합니다. 그러니 하물며 어찌 일체법을 알 수 있겠습니까. 제가 만일 부처님의 이러한 지혜를 알 수 있다면, 부처님의 지혜[佛智慧]를 위하여 차라리 아비지옥(阿鼻地獄)에 들어가서 한량없는 겁의 고통을 받는다 해도 마다하지 않으리다.”
 — 《대지도론》 제11권. 한문본 & 한글본

## 축생의 신체의 크기
수명과 마찬가지로, 축생의 신체의 크기도 아주 작은 것에서 매우 큰 것까지 다양하다. 《법원주림(法苑珠林)》 제6권에서는 여러 경론들과 불교 외의 서적들도 참조하여 가장 큰 새, 가장 큰 짐승, 가장 큰 물고기 등에 대해 언급하고 있다.
《법원주림》은 당나라의 승려 도세(道世: ?∼683)가 저술한, 666∼668년경에 편찬된 총 100권으로 이루어진 방대한 분량의 불교 백과사전으로, 백과사전을 전통적인 용어로는 유서(類書)라고 한다. 그리고 《법원주림》에서는 불교 외의 서적을 속서(俗書)라고 부르고 불교 서적을 내전(內典)이라 부르고 있는데, 이러한 용법에 따라 예를 들어 도가의 경전인 《장자》 등을 직·간접적으로 인용할 때 '속서에서는' 또는 '속서에 의거한다면'이라고 말하고 있다.

### 가장 큰 새: 가루다
《법원주림》 제6권에 따르면, 가장 큰 새는 가루다(금시조)이다. 머리에서 꼬리까지의 길이와 키가 모두 8천 유순(由旬)이다.
1유순은 왕이 하루에 행군하는 길의 길이로, 9.6km 혹은 12km이다. 각각에 따라 계산하면 가루다의 길이와 키는 76,800km 혹은 96,000km이다. 참고로, 지구의 적도 지름은 12,756km이고 극 지름은 12,713km이다. 키와 길이는 대략 지구의 6배 또는 7.5배로, 크기를 평면적으로 보아 비교하면 길이의 제곱비이므로 지구의 36배 혹은 56배이고, 입체적으로 보아 비교하면 길이의 세제곱비이므로 216배 혹은 422배이다.
 如菩薩處胎經云。第一大鳥不過金翅鳥。頭尾相去八千由旬高下亦爾。若其飛時從一須彌。至一須彌終不中止。廣如經說。

 
『보살처태경(菩薩處胎經)』에서 말한 것과 같다.

"첫째, 큰 새로는 금시조(金翅鳥)보다 큰 것이 없으니, 그 머리에서 꼬리까지의 거리는 8천 유순이요, 그 키도 또한 그렇다. 그것이 한 번 날 때에는 한 수미산에서 다른 수미산에 이르기까지는 끝내 중간에서 멈추지 않는다."

자세한 것은 경에서 말한 것과 같다.
 — 《법원주림》 제6권. 한문본 & 한글본
《보살처태경》의 해당 부분을 찾아보면, 다음 인용문과 같다. 《법원주림》에서 언급하고 있는 "그것이 한 번 날 때에는 한 수미산에서 다른 수미산에 이르기까지는 끝내 중간에서 멈추지 않는다"라는 진술은 《보살처태경》에 존재하지 않는다. 그리고 키가 8천 유순이라는 언급은 있으나, 머리부터 꼬리까지의 길이에 대한 언급은 없으며, 다만 양 날개의 길이가 각각 4천 유순이라는 언급이 있다.
 時彼海中有化生龍子。八日十四日十五日。受如來齋八禁戒法。不殺不盜不婬不妄言綺語不勸飮酒。不聽作倡伎樂香花脂粉高廣床。非時不食。奉持賢聖八法。時金翅鳥王身長八千由旬。左右翅各各長四千由旬。大海縱廣三百三十六萬里。金翅鳥以翅斫水取龍。水未合頃銜龍飛出。金翅鳥法。欲食龍時先從尾而吞。到須彌山北有大緣鐵樹。高十六萬里。銜龍至彼欲得食噉。求龍尾不知處。以經日夜。明日龍出尾語金翅鳥。化生龍者我身是也。我不持八關齋法者。汝即灰滅我。金翅鳥聞之悔過自責。

 
어느 때 저 바다 속에 어떤 화생(化生)한 용이 8일, 14일, 15일에는 여래에게 여덟 가지 금지하는 계율의 법을 받아 재(齋)하였다. 죽이지 않고[不殺], 훔치지 않으며[不盜], 음행하지 않고[不婬], 헛된 말과 꾸민 말을 하지 않으며[不妄言綺語], 술 마시기를 권하지 않고[不勸飮酒], 기악을 하지도 듣지도 않고 향과 꽃과 연지와 분을 바르지도 않고[不聽作倡伎樂香花脂粉], 높고 넓은 평상에 앉지 않았다[不高廣床]. 때가 아니면 먹지 않고[非時不食] [이와 같은] 현성(賢聖)의 여덟 가지 법을 받들어 지켰다.

그 때 금시조왕의 신장은 8천 유순이었고 좌우 날개의 길이는 각각 4천 유순이었고, 큰 바다의 가로 · 세로는 336만 리였다. 금시조는 날개로 물을 가르고 용을 취하여 물이 아직 합치기 전에 용을 물고 날아갔다. 금시조의 법에서는 용을 먹고자 할 때에는 먼저 꼬리로부터 삼키기 때문에 수미산 북쪽에 높이가 16만 리의 크고 쇠로 된 나무가 있는 곳에 이르렀다. 용을 물고 그곳에 이르러서는 먹으려고 용의 꼬리를 찾았으나 꼬리가 있는 곳을 몰랐다. 하루를 지나고 다음 날 용이 꼬리를 내밀면서 말했다.

‘금시조여, 화생한 용이란 것이 바로 나의 몸이요. 나는 8관재법(八關齋法)을 지키지 않을 것이니, 그대는 곧 나를 먹으시오.’

금시조가 이것을 듣고 허물을 뉘우치고 스스로를 꾸짖었다.
 — 《보살처태경》 제7권. 한문본 & 한글본

### 불교 외의 서적에서의 가장 큰 새: 대붕
《법원주림》 제6권에 따르면, 속서(俗書)에서의 가장 큰 새, 즉 불교 외의 서적에서의 가장 큰 새는 《장자》 제1편 〈소요유(逍遙游)〉에서 언급하고 있는 대붕(大鵬)이다. 도세는 대붕이 작은 가루다(금시조)에 해당한다고 말하고 있다.
 若依俗書。莊周說云。有大鵬。其形極大。鴻鵬之背不知幾千里。將欲飛時擊水三千里。翼若垂天之雲。搏扶搖而上。去地九萬。方乃得逝。要從北溟至於南溟。一飛六月。終不中息(此當內典小金翅鳥。俗情不測謂言別有大鵬之鳥)

 
만일 속서(俗書)에 의거한다면 장주(莊周)는 다음과 같이 말하였다.

"큰 붕새[大鵬]가 있으니, 그 몸이 극히 커서 그 등이 몇천 리인지 모른다. 날고자 할 때에는 물을 3천 리까지 치고 날개는 하늘에 드리운 구름 같으며, 폭풍을 치고 땅에서 9만 리까지 올라가야 비로소 가되, 반드시 북쪽 큰 바다에서 남쪽의 큰 바다까지 가는데, 한 번 날면 6개월 동안은 끝내 중간에서 쉬지 않는다."

[이것은 내전(內典: 불경)의 작은 금시조에 해당한다. 속인의 마음으로 그것을 알 수 없어 큰 붕새라는 새가 따로 있다고 생각했다.]
 — 《법원주림》 제6권. 한문본 & 한글본
《장자》 제1편 〈소요유(逍遙游)〉의 해당 부분은 다음 인용문과 같다.
 北冥有魚，其名爲鯤。鯤之大，不知其幾千里也。化而爲鳥，其名爲鵬。鵬之背，不知其幾千里也；怒而飛，其翼若垂天之雲。是鳥也，海運則將徙於南冥。南冥者，天池也。齊諧者，志怪者也。諧之言曰：「鵬之徙於南冥也，水擊三千里，摶扶搖而上者九萬里，去以六月息者也。」

 
북쪽 바다에 물고기가 있어 그 이름을 곤(鯤)이라고 하는데, 그 크기가 몇 천리나 되는지 알지를 못한다. 그것이 변화해서 새가 되니 그 이름을 붕(鵬)이라 하며 이 붕의 등 넓이도 몇 천리나 되는지 알지를 못한다. 이 새가 한번 기운을 내어 날면 그 날개는 마치 하늘에 드리운 구름과 같다. 이 새는 바다 기운이 움직일 때 남쪽 바다로 옮겨가려고 하는데 남쪽 바다란 천지(天池)를 말한다.

《제해(齊諧)》란 기괴함을 적은 것으로 거기에 이런 말이 있다.

「붕새[鵬]가 남쪽 바다로 옮겨갈 때에는 물결을 치는 것이 삼천리요, 회오리바람을 타고 구만리나 올라가 육 개월을 가서야 쉰다.」하였다.
 — 《장자》 제1편 〈소요유(逍遙游)〉. 한문본 & 한글본

### 가장 작은 새: 초명
《법원주림》 제6권에 따르면, 가장 작은 새는 속서(俗書), 즉 불교 외의 서적인 《장자》에서 언급하고 있는 초명(鷦螟)이라는 새[鳥]이다. 초명(鷦螟)은 초명(焦螟)이라고도 한다. 그런데, 도세는 이 새를 장자[莊周]가 언급했다고 말하고 있지만, 실제로는 초명(焦螟)은 열자(列子)의 저서인 《열자》 제5편 〈탕문(湯問)〉에서 언급되고 있다.
한편, 도세는 비록 초명이 가장 작은 새이기는 하지만 가장 작은 축생은 아니라고 말하고 있다. 가장 작은 축생은 육안(肉眼)으로는 보이지 않지만 천안(天眼)으로는 보이는 '물이나 사람의 몸 등에 있는 작은 벌레[細蟲]', 즉 미생물이라는 것을 불교 경전 상의 일화를 들어 설명하고 있다.
 莊周說。小鳥之微不過於鷦螟之鳥。蚊子鬚上養子。有卵鬚上孚乳。其卵不落。

 
장주(莊周)는 말하였다.

"새로는 초명(鷦螟 : 혹은 鷦明)이라는 새[鳥]보다 작은 것은 없다. 그것은 모기 수염[鬚] 위에서 새끼를 기르는데, 그 수염 위에 알을 품어 까지만 그 알이 밖으로 떨어지지 않는다."
 — 《법원주림》 제6권. 한문본 & 한글본
《열자》 제5편 〈탕문(湯問)〉에서의 해당 부분은 다음 인용문과 같다. 이에 따르면, 초명은 《법원주림》에서 새[鳥]라고 한 것과는 달리 육안으로 보이지 않는 아주 작은 벌레[蟲]이다. 그리고 《법원주림》에는 이 새[鳥] 또는 벌레[蟲]가 육안으로 보이지 않는 '물이나 사람의 몸 등에 있는 작은 벌레[細蟲]'와 그 크기가 얼마나 다른지에 대한 명확한 설명이 없다.
 江浦之閒生麼蟲，其名曰焦螟，群飛而集於蚊睫，弗相觸也。栖宿去來，蚊弗覺也。離朱子羽，方晝拭眥揚眉而望之，弗見其形；𧣾俞師曠方夜擿耳俛首而聽之，弗聞其聲。

 
또 강물과 개천가에는 아주 극히 작은 벌레[蟲]가 있었습니다. 이 벌레 이름은 초명(焦螟)이라 불렀습니다. 이 벌레들이 떼를 지어 날아가서 모기 속눈썹[睫] 위에 모여 있어도 서로 건드리지 않았습니다. 거기서 집을 짓고 자고 날아가고 날아와도 모기는 도무지 모르고 있었습니다. 눈이 매우 밝기로 이름난 이주(離朱)와 자우(子羽)란 사람도 해가 쨍쨍 나는 대낮에 눈을 닦고 속눈썹을 치뜨고서는 똑바로 바라보아도 그 벌레의 형체를 도무지 볼 수가 없었습니다. 또 귀가 밝기로 이름난 지유(𧣾俞)와 사광(師曠)이란 사람도 귀를 기울여 머리를 숙이고 똑바로 들어도 그 벌레의 소리를 도무지 들을 수가 없었습니다.
 — 《열자》 제5편 〈탕문(湯問)〉. 한문본 & 한글본

### 가장 큰 축생: 난타·발난타의 두 용왕
《법원주림》 제6권에 따르면, 가장 큰 축생은 8대용왕에 속하는 난타와 발난타의 두 대용왕으로, 이들은 형제이다.
 第二獸者不過於龍。如阿含經說。難陀跋難陀二龍。其形最大。繞須彌山七匝。頭猶山頂尾在海中。

 
둘째, 짐승[獸]으로는 용보다 큰 것이 없으니, 『아함경』에서 말한 것과 같다.

"난타(難陀)와 발난타(跋難陀)라는 두 용은 그 몸이 너무도 커서 수미산을 일곱 겹으로 감고도 머리는 산꼭대기에 있고 꼬리는 바다 가운데 있다."
 — 《법원주림》 제6권. 한문본 & 한글본
《장아함경》 제18권 〈30. 세기경(世紀經) 1) 염부제주품(閻浮提洲品)〉에 따르면 수미산의 높이는 해발 8만 4천 유순이고, 《구사론》 제11권에 따르면 해발 8만 유순이다.
수미산의 높이를 지구의 극 지름과 비교해 보면, 아래 표에 나타난 바와 같이 최소 60배이고 최대 79배이다. 대용왕이 단순히 아래에서 위로 뻗어있는 것이 아니라 7번 휘감으면서 올라가 있으므로, 여기에 (둘레의 배수 × 7)을 더해야 한다. 《구사론》 제11권에 따르면 수미산의 너비는 수미산의 해발 고도와 동일하고 수미산의 평면 단면은 정사각형의 형태이므로 (즉, 수미산의 바다 위에 드러난 부분은 정육면체이다), 둘레는 지구의 극 지름의 최소 (4 × 60) = 240배 또는 최대 (4 × 79) = 316배이다. 따라서, 대용왕의 키는 지구의 극 지름의 최소 (240 × 7 + 60) = 1740배 또는 최대 (316 × 7 + 79) = 2291배이다.
달리 계산하면, 수미산의 바다 위에 드러난 부분은 정육면체이므로, 정육면체를 7번 휘감았다는 것은 높이가 (4 × 7 + 1) = 29회 반복되는 것과 같다. 즉 대용왕의 키는 최소 (29 × 60) = 1740배 또는 최대 (29 × 79) = 2291배이다.
| 수미산의 높이 (유순) | 수미산의 높이 (km)             | 지구의 극 지름 | 높이 비교   |
| -------------------- | ------------------------------ | -------------- | ----------- |
| 84,000 유순          | 1유순이 9.6km일 때: 806,400km  | 12,713km       | 지구의 63배 |
| 84,000 유순          | 1유순이 12km일 때: 1,008,000km | 12,713km       | 지구의 79배 |
| 80,000 유순          | 1유순이 9.6km일 때: 768,000km  | 12,713km       | 지구의 60배 |
| 80,000 유순          | 1유순이 12km일 때: 960,000km   | 12,713km       | 지구의 75배 |

'난타와 발난타의 두 대용왕이 수미산을 7회 휘감는다'는 위의 내용의 해당 부분은 《장아함경》 제21권 〈30. 세기경(世紀經) 10) 전투품(戰鬪品)〉에 나오는데, 이 부분은 아래 인용문에 나타난 바와 같이 아수라(아수륜)들과 용들의 본격적인 전투가 시작되기 전에 일어나는 이벤트인데, 두 대용왕은 수미산을 7회 휘감아 진동시킴으로써 아수라의 침공이 있을 것이라는 것을 제석천과 도리천의 천중들 그리고 용들에게 알린다. 그리고 이 내용은 〈세기경(世紀經)〉의 이역본인 《대루탄경(大樓炭經)》의 제5권, 《세기경(起世經)》의 제8권, 《기세인본경(起世因本經)》 제8권에도 나온다.
 時。羅呵阿須倫王即自莊嚴。身著寶鎧。駕乘寶車。與無數百千阿須倫眾兵仗嚴事。前後圍遶出其境界。欲往與諸天共鬥。　爾時。難陀龍王．跋難陀龍王以身纏遶須彌山七匝。震動山谷。薄布微雲。渧渧稍雨。以尾打大海水。海水波涌。至須彌山頂。時。忉利天即生念言。今薄雲微布。渧渧稍雨。海水波涌。乃來至此。將是阿須倫欲來戰鬥。故有此異瑞耳。　爾時。海中諸龍兵眾無數巨億。皆持戈鉾．弓矢．刀劍。重被寶鎧。器仗嚴整。逆與阿須倫共戰。

 
그 때 라가(羅呵) 아수륜왕(阿須倫王)은 곧 스스로 준비를 하고 몸에 보배 갑옷을 입고 보배 수레를 타고 무기를 갖춘 무수한 백천의 아수륜(阿須倫)의 무리들에게 앞뒤로 둘러싸여 그 경계를 떠나 모든 하늘[天]들과 싸우려고 했다.

그 때 난타(難陀)용왕과 발난타(跋難陀)용왕은 몸으로 수미산을 일곱 겹으로 둘러싸 산골짜기를 진동시키고 구름을 엷게 펼쳐 방울방울 조금씩 비를 내렸다. 또 꼬리로 큰 바닷물을 치니 바닷물은 파도가 일어 수미산 꼭대기까지 솟아올랐다. 그 때 도리천(忉利天: 즉 제석천과 그 천중들)은 곧 생각하였다.

'지금 엷은 구름이 약하게 끼어 방울방울 조금씩 비가 내리고 바닷물이 파도가 일어 이곳까지 이른다. 이것은 분명 아수륜이 싸우려고 오는 것이다. 그래서 이런 이상한 징조가 있는 것이다.'

그 때 바다 속에 있던 거억(巨億)이나 되는 모든 용의 군사들이 다 창과 활과 칼을 가지고 보배 갑옷을 겹으로 입고 무기를 갖추어 아수륜을 맞이해서 싸웠다.
 — 《장아함경》 제21권 〈30. 세기경(世紀經) 10) 전투품(戰鬪品)〉. 한문본 & 한글본

### 가장 큰 물고기: 마갈대어
《법원주림》 제6권에 따르면, 가장 큰 물고기는 마갈대어(摩竭大魚)이다.
마갈대어(산스크리트어: makara)는 마갈어(摩竭魚)라고도 하고 간단히 마갈(摩竭)이라고도 한다. 또한 음역하여 마가라(摩伽羅) · 마가라어(摩伽羅魚) 또는 마가라어(麼迦羅魚)라고도 하고, 의역하여 거오(巨鼇) · 거오어(巨鼇魚) · 경어(鯨魚) 또는 대체어(大體魚)라고도 한다.
 第三魚身者不過摩竭大魚。如四分律說。摩竭大魚身長。或三百由旬四百由旬。乃至極大者。長七百由旬。故阿含經云。眼如日月。鼻如大山。口如赤谷。

 
셋째, 물고기로는 마갈대어(摩竭大魚)보다 큰 것이 없으니, 『사분율(四分律)』에서 말한 것과 같다.

"마갈대어의 길이는 3백 유순 혹은 4백 유순이며, 극히 큰 것은 길이가 7백 유순이다."

그러므로 『아함경』에서 말하였다.

"눈은 해나 달과 같고 코는 큰 산과 같으며 입은 헐벗은 골짜기와 같다.
 — 《법원주림》 제6권. 한문본 & 한글본

### 가장 큰 물짐승: 거령
《법원주림》 제6권에 따르면, 가장 큰 물짐승[水獸]은 속서(俗書), 즉 불교 외의 서적에 나오는 거령(巨靈)이라는 자라[鼇]이다.
 俗書復說。水獸大者。不過巨靈之鼇。其形最大。首冠蓬萊海中游戲。亦不說其高下長短也(此鼇未同小小之摩竭。不可較其優劣也)

 
또 속서(俗書)에서는 "물짐승[水獸]으로는 거령(巨靈)이라는 자라[鼇]보다 큰 것은 없다. 그 몸은 너무도 커서 머리에 봉래산을 이고 바다 가운데서 유희한다"고 하면서도 그 크고 작은 정도와 길고 짦음은 말하지 않았다. [이 자라도 아주 작은 마갈어보다 작아 그 우열을 비교할 수조차 없다.]
 — 《법원주림》 제6권. 한문본 & 한글본
굴원(屈原, 340~278 BC)의 시를 모은 《초사(楚辭)》의 제3편 〈천문(天問)〉에는 "자라는 산을 이고 손뼉을 치는데 어떻게 그것을 편안히 안립시켰는가(鰲戴山抃 何以安之)"라는 구절이 있다. 이 구절 중 "자라는 산을 이고 손뼉을 치는데(鼇戴山抃)"에 대해 왕일(王逸)은 도교 경전인 《열선전(列仙傳)》을 인용하여 "거령이라는 자라가 있는데 등에 봉래산을 지고 손뼉을 치며 춤추었다(有巨靈之鼇，背負蓬萊之山而抃舞)"라고 주석하고 있다.

### 가장 작은 축생: 미생물
《법원주림》 제6권에 따르면, 가장 작은 축생은 육안(肉眼)으로는 보이지 않지만 천안(天眼)으로는 보이는 '물이나 사람의 몸 등에 있는 작은 벌레[細蟲]', 즉 미생물이다. 도세는 이러한 내용을 불교 경전 상의 고타마 붓다와 사리불과의 일화를 들어 설명하고 있다.
 莊周說。小鳥之微不過於鷦螟之鳥。蚊子鬚上養子。有卵鬚上孚乳。其卵不落(此亦未達。內典眾生受報極小者形如微塵。天眼方睹。故內律云。佛令比丘漉水而飮。舍利弗乃多遍而漉。猶有細蟲。因此七日不飮水。身形枯瘁。佛知而故問。汝云何憔悴。答言。佛令漉水而飮。弟子。縱多遍漉。以天眼觀蟲。猶尚而過如器中漂水沙。以護生命不敢飮水。故身憔悴佛告舍利弗。若以天眼觀一切人民無有活者。自今已後但聽肉眼看水清淨。其內無蟲即得開飮。故知眾生微報處處皆遍。小者豈同鷦螟之質大也)。

 
장주(莊周)는 말하였다.

"새로는 초명(鷦螟 : 혹은 鷦明)이라는 새[鳥]보다 작은 것은 없다. 그것은 모기 수염[鬚] 위에서 새끼를 기르는데, 그 수염 위에 알을 품어 까지만 그 알이 밖으로 떨어지지 않는다."

[이 또한 내전(內典 : 불경)에는 미치지 못한다. 내전에는 중생이 과보를 받아 극히 작은 것은 그 몸이 미세한 먼지[微塵]와 같아서 천안(天眼)이라야 볼 수 있다고 하였다. 그러므로 내율(內律 : 율장)에서는 말하였다.

"부처님께서 비구들에게 물을 걸러 먹으라고 하셨다. 그래서 사리불이 물을 거르는데 아무리 여러 번 물을 걸러도 미세한 벌레[細蟲]가 그대로 있었다. 그 때문에 그는 7일 동안 물을 마시지 못해 몸이 바싹 마르게 되었다. 부처님께서 그 까닭을 아시면서도 일부러 물으셨다.

'너는 왜 그처럼 여위었느냐?'

사리불은 대답했다.

'부처님께서 물을 걸러서 마시라고 하셔서 저는 여러 번 물을 거르고 천안으로 보았으나 벌레[蟲]는 여전히 그릇 안에 떠도는 모래와 같았습니다. 저는 그 생명을 죽이지 않으려고 감히 물을 마시지 못했습니다. 그래서 몸이 여위었습니다.'

부처님께서 말씀하셨다.

'사리불아, 만일 천안으로 본다면 모든 사람들이 살아갈 수 없을 것이다. 지금부터는 육안(肉眼)으로 보아 물이 깨끗해 거기 벌레[蟲]가 안 보이거든 그것을 마셔도 좋으니라.'"

그러므로 중생들의 미세한 과보[微報]가 여러 곳에 두루 퍼져 있음을 알 수 있다. 작다는 것이 어찌 초명의 몸처럼 크겠는가?]
 — 《법원주림》 제6권. 한문본 & 한글본

## 축생의 언어
부파불교의 설일체유부의 논서 《순정리론》 제31권에 따르면, 태초에 즉 성겁(成劫)의 초기에는 축생은 모두 성어(聖語)를 사용했는데, 그 후 시간이 지나면서 점차 달라지게 되었다. 부파불교의 설일체유부의 논서 《대비바사론》 제172권에서도 동일한 취지로 말하고 있는데, 《순정리론》보다는 좀 더 자세하다.
 問語言云何。答劫初成時皆作聖語。後以飮食時分有情不平等故。及諂誑增上故便有種種語。乃至有不能言者。

 
[문] [방생의] 언어(語言)는 무엇인가?

[답] 겁(劫: 즉 성겁)이 처음 이루어질 때에는 다 성어(聖語)로 말하였지만 이후 음식(飮食)과 시분(時分: 방생의 수명)과 유정(有情: 즉 방생의 종류와 유형)이 같지 않기 때문에 그리고 첨(諂: 아첨, 심곡)과 광(誑: 속임, 거짓말)이 늘어났기 때문에 곧 갖가지 말이 있게 되었고, 나아가 말하지 못하는 방생도 있게 되었다.
 — 《대비바사론》 제172권. 한문본 & 한글본 편집자 번역
성어(聖語, 산스크리트어: āryabhāsa)는 성언(聖言)이라고도 하는데, 고대 인도의 중천축(中天竺) 즉 중인도(中印度)에서 사용된 브라만 계급의 언어를 말한다. 또한, 성어 또는 성언은 성자가 말한 언설을 가리키기도 하는데, 여기서는 전자의 뜻이다. 참고로, 《구사론》 제11권에 따르면, 모든 천인[天]들은 성어(聖語)로 말한다.
위의 인용문에서 '첨(諂: 아첨, 심곡)과 광(誑: 속임, 거짓말)이 늘어났기 때문에'는 겁초 즉 성겁의 시작기에 남섬부주 즉 인간세계에서 살인과 거짓말이 생겨나는 것과 그 궤를 같이 한다. 《구사론》 제12권에서는 아래 인용문과 같이 설명하고 있다. 이러한 설명은 《장아함경》 제22권 등에 나오는, 겁초 시에 왕이 생겨나는 과정 즉 정부 또는 정치가 생겨나는 과정과 인간이 타락하는 과정에 대한 고타마 붓다의 여러 설법들을 시간적 순서에 따라 체계화한 것의 일부이다.
 後時有王貪吝財物。不能均給國土人民。故貧匱人多行賊事。王爲禁止行輕重罰。爲殺害業始於此時。時有罪人心怖刑罰。覆藏其過異想發言。虛誑語生此時爲首。

 
그 후 어떤 왕이 있어 재물을 탐내고[貪] 아끼어[吝] 온 나라의 인민들에게 능히 균등하게 분배하지 않았다. 그래서 빈궁한 자들 가운데 많은 이들이 도둑질을 행하게 되었으며, 왕은 이를 금지시키기 위해 가볍고 무거운 형벌을 시행하였으니, 사람을 살해하는 일은 이 때 비로소 시작되었다. 그리고 그 때 어떤 죄인들은 그러한 형벌을 두려워하여 자신의 과실을 숨기고, 자신의 생각과는 다른 말을 진술하기도 하였으니, 거짓말[虛誑語 : 구역에서는 妄語]이 생겨나게 된 것도 바로 이 때부터였다.
 — 《구사론》 제12권. 한문본 & 한글본

## 축생이 받는 고통과 즐거움
《천태사교의》에 따르면, 축생이 받는 고통은 '서로 먹고 먹히는 것[互相吞噉]'으로, 이러한 살생의 고통을 받는 것이 끝이 없다.
《유가사지론》 제4권에 따르면, 축생의 세계는 약육강식의 세계로, 강한 자가 약한 자를 잡아먹는 것과 같은 서로 잔인하게 해치는 살생의 악행이 자주 행해지는 세계이다. 그리고, 인과법칙에 의거하여, 이러한 악행에 따른 과보로서 방생은 갖가지 고통을 받으며 자유롭지 못한 상태에 처하게 된다. 즉, 인간[人]과 천인[天]과 같은 다른 유정들에 의해 속박을 당하고 내몰리며 채찍을 맞는 등 인간과 천인의 생활[資生]의 도구가 되며, 이것을 포함한 갖가지 매우 무거운 고통[苦]과 괴롭힘[惱]을 받는다.
또한 《유가사지론》 제4권에 따르면, 큰 힘을 가진 아귀[大力鬼]와 축생과 인간은 외문(外門) 즉 '욕계의 사물들'로부터 생겨나는 생활 도구들[資具]로부터 얻는 즐거움, 즉 음식 · 의복 등으로부터 얻는 즐거움이 있지만 이들 즐거움에는 여러 고통이 서로 섞여 있다.

## 축생으로 태어나는 원인

### 원인 개요
《아함경》을 비롯한 초기불교 경전과 부파불교와 대승불교의 논서들을 비롯한 불교 일반의 교의에 따르면, 현생에서 불선(不善) 즉 악(惡)을 행하면 내생에서 지옥도 · 아귀도 · 축생도의 3악도(三惡道)에 태어나게 되고, 현생에서 선(善)을 행하면 내생에서 아수라도 · 인간도 · 천상도의 3선도(三善道)에 태어나게 된다.
《장아함경》 등의 초기불교 경전에서는, 대체로, 이와 같이 악을 행하면 3악도에 태어나고 선을 행하면 3선도에 태어난다는 형태의 개괄적인 설법들이 상황에 따라 산재(散在)된 형태로 설해지고 있다. 이에 비해, 부파불교와 대승불교의 논서들에서는 여러 불경의 설법들을 종합하여 여기서 말하는 선과 악이란 보다 구체적으로 무엇인지에 대해 밝히고 있으며, 또한 5취 또는 6도의 각각에 태어나게 하는 선 또는 악이 무엇인지에 대해 밝히고 있다.
대표적인 견해로, 용수(龍樹: 150?~250?)가 《대지도론》에서 밝힌 견해를 들 수 있는데, 《대지도론》 제30권에 따르면 악에는 극심한 것을 상품(上品)으로 하여 상 · 중 · 하의 세 가지 구분이 있는데, 중품(中品)의 악을 행한 유정들이 축생도에서 태어나게 된다. 그리고, 혜원(慧遠: 523~592)은 《대승의장》 제8권에서 악이란 구체적으로 10악(十惡)을 말하고, 선이란 구체적으로 10선(十善)을 말한다고 밝히고 있다. 그리고, 《대지도론》에 따르면, 3선도에 태어나게 하는 선, 즉 10선은 출세간의 선이 아닌 세간의 선에 속한다.
아래 경론들의 설명에서 나오는 10선(十善) · 10악(十惡) · 5역죄(五逆罪)는 다음 표와 같다.
| 10선(十善) | 10악(十惡) | 부파불교의 5역죄 (1)                                                                                          | 부파불교의 5역죄 (2) | 대승불교의 5역죄 |
| --- | --- | --- | --- | --- |
| 1. 3가지 신업(身業) 1. 불살생(不殺生) 2. 불투도(不偸盜) 3. 불사음(不邪婬) 2. 4가지 구업(口業) 1. 불망어(不妄語) 2. 불양설(不兩舌) 3. 불악구(不惡口) 4. 불기어(不綺語) 3. 3가지 의업(意業) 1. 불탐욕(不貪欲) 2. 불진에(不瞋恚) 3. 불사견(不邪見) | 1. 신3(身三) 1. 살생(殺生) 2. 투도(偸盜) 3. 사음(邪婬) 2. 구4(口四) 1. 망어(妄語) 2. 양설(兩舌) 3. 악구(惡口) 4. 기어(綺語) 3. 의3(意三) 1. 탐욕(貪欲) 2. 진에(瞋恚) 3. 사견(邪見) | 1. 살부(殺父) 2. 살모(殺母) 3. 살아라한(殺阿羅漢) 4. 파화합승(破和合僧) 또는 파승(破僧) 5. 출불신혈(出佛身血) | 1. 살부모(殺父母) 2. 살아라한(殺阿羅漢) 3. 출불신혈(出佛身血) 4. 파법륜승(破法輪僧) 또는 파승(破僧) 5. 파갈마승(破羯磨僧) | 1. 탑이나 절을 파괴하거나 경전이나 불상을 불사르거나 3보의 물건을 훔침, 또는 다른 사람에게 이런 악업을 행하게 교사하고서 기뻐함 2. 성문 · 연각 · 대승의 3승의 교법을 비방하거나 성교(聖敎)를 가볍게 여기고 천시함 3. 출가자의 수행을 방해함, 또는 출가자를 죽임, 또는 출가자에게 욕하고 출가자를 부림 4. 부파불교의 5역죄를 범함 5. 악업을 행해도 업보가 없다고 주장하고 10악을 행함, 또는 다른 사람에게 10악을 행하게 교사함 |

### 장아함경의 설명
《장아함경》 제20권 〈30. 세기경(世紀經) 8) 도리천품(忉利天品)〉에서 고타마 붓다는 악한 신업(身業) · 구업(口業) · 의업(意業)을 지으면 내생에 지옥취 · 축생취 또는 아귀취에 태어나게 되며, 선한 신업 · 구업 · 의업을 지으면 내생에 인취 또는 천취에 태어나게 된다고 설하고 있다.
 若有眾生身行惡。口言惡。意念惡。身壞命終。此後識滅。泥梨初識生。因識有名色。因名色有六入。

或有眾生身行惡。口言惡。意念惡。身壞命終。墮畜生中。此後識滅。畜生初識生。因識有名色。因名色有六入。

或有眾生身行惡。口言惡。意念惡。身壞命終。墮餓鬼中。此後識滅。餓鬼初識生。因識有名色。因名色有六入。

或有眾生身行善。口言善。意念善。身壞命終。得生人中。此後識滅。人中初識生。因識有名色。因名色有六入。

或有眾生身行善。口言善。意念善。身壞命終。生四天王。此後識滅。四天王識初生。因識有名色。因名色有六入。
...

若有眾生身行善。口言善。意念善。身壞命終。生忉利天。此後識滅。彼初識生。因識有名色。因名色有六入。
...

或有眾生身．口．意善。身壞命終。生焰摩天。
...

或有眾生身．口．意善。身壞命終。生兜率天。
...

或有眾生身．口．意善。身壞命終。生化自在天。
...

或有眾生身．口．意善。身壞命終。生他化自在天。
 
어떤 중생은 몸으로 나쁜 행동을 하고 입으로 나쁜 말을 하며 마음으로 나쁜 생각을 해 몸이 무너지고 목숨이 끝나면 지옥[泥梨]에 떨어진다. 이 후식(後識: 죽기 전의 意識)은 멸하고 지옥의 초식(初識: 죽은 후의 의식)이 생기며 인식작용[識]으로 말미암아 이름과 색[名色]이 있고 이름과 색[名色]으로 말미암아 여섯 감각기관[六根: 눈ㆍ귀ㆍ코ㆍ혀ㆍ몸ㆍ의근]이 있게 된다.

혹 어떤 중생은 몸으로 나쁜 행동을 하고 입으로 나쁜 말을 하며 마음으로 나쁜 생각을 해 몸이 무너지고 목숨이 끝나면 축생(畜生) 가운데 떨어진다. 이 후식은 멸하고 축생의 초식이 생기며 인식작용으로 말미암아 이름과 색이 있고 이름과 색으로 말미암아 여섯 감각기관이 있게 된다.

혹 어떤 중생은 몸으로 나쁜 행동을 하고 입으로 나쁜 말을 하며 마음으로 나쁜 생각을 해 몸이 무너지고 목숨이 끝나면 아귀(餓鬼) 가운데 떨어진다. 이 후식은 멸하고 아귀의 초식이 생기며 인식작용으로 말미암아 이름과 색이 있고 이름과 색으로 말미암아 여섯 감각기관이 있게 된다.

혹 어떤 중생은 몸으로 착한 행동을 하고 입으로 착한 말을 하며 마음으로 착한 생각을 해 몸이 무너지고 목숨이 끝나면 사람[人] 가운데 태어난다. 이 후식은 멸하고 사람의 초식이 생기며 인식작용으로 말미암마 이름과 색이 있고 이름과 색으로 말미암아 여섯 감각기관이 있게 된다.

혹 어떤 중생은 몸으로 착한 행동을 하고 입으로 착한 말을 하며 마음으로 착한 생각을 해 몸이 무너지고 목숨이 끝나면 사천왕천[四天王]에 태어난다. 이 후식은 멸하고 사천왕천의 초식이 생기며 인식작용으로 말미암아 이름과 색이 있고 이름과 색으로 말미암아 여섯 감각기관이 있게 된다.
...

어떤 중생은 몸으로 착한 행동을 하고 입으로 착한 말을 하며 마음으로 착한 생각을 해 몸이 무너지고 목숨이 끝나면 도리천(忉利天)에 태어난다. 이 후식은 멸하고 저 도리천의 초식이 생기며 인식작용으로 말미암아 이름과 색이 있고 이름과 색으로 말미암아 여섯 감각기관이 있게 된다.
...

혹 어떤 중생은 몸과 입과 마음이 착해 몸이 무너지고 목숨이 끝나면 염마천(焰摩天)에 태어난다.
...

혹 어떤 중생은 몸과 입과 마음이 착해 몸이 무너지고 목숨이 끝나면 도솔천(兜率天)에 태어난다.
...

혹 어떤 중생은 몸과 입과 마음이 착해 몸이 무너지고 목숨이 끝나면 화자재천(化自在天)에 태어난다.
...

혹 어떤 중생은 몸과 입과 마음이 착해 몸이 무너지고 목숨이 끝나면 타화자재천(他化自在天)에 태어난다.
 — 《장아함경》 제20권 〈30. 세기경(世紀經) 8) 도리천품(忉利天品)〉. 한문본 & 한글본

### 대지도론의 설명
용수는 《대지도론》 제30권에서, 선(善)은 그 뛰어난 정도에 따라 상품 · 중품 · 하품의 세 유형으로 구분되고 마찬가지로 악(惡)도 그 저열함이 극심한 정도에 따라 상품 · 중품 · 하품의 세 유형으로 구분되는데, 상품 · 중품 · 하품의 선을 행하면 그 과보로 순서대로 천상도 · 인간도 · 아수라도에서 태어나게 되고 상품 · 중품 · 하품의 악을 행하면 그 과보로 순서대로 지옥도 · 축생도 · 아귀도에서 태어나게 된다고 설하고 있다.
즉, 악의 중간 갈래[中分]의 인연 때문에, 즉 중품(中品)의 악이 직접적 · 간접적 원인이 되어 내생에서 축생의 몸을 받는 과보가 있게 된다고 말하고 있다.
 復次，分別善惡故有六道：善有上、中、下故，有三善道：天、人、阿修羅；惡有上、中、下故，地獄、畜生、餓鬼道。若不爾者，惡有三果報，而善有二果，是事相違；若有六道，於義無違。　問曰：　善法亦有三果：下者爲人，中者爲天，上者涅槃。　答曰：　是中不應說涅槃，但應分別眾生果報住處，涅槃非報故。善法有二種：一者、三十七品能至涅槃，二者、能生後世樂。今但說受身善法，不說至涅槃善法。世間善有三品：上分因緣故，天道果報；中分因緣故，人道果報；下分因緣故，阿修羅道果報。

 
또 선악을 분별하기 때문에 6도(六道)가 있다. 선(善)에는 상 · 중 · 하가 있기 때문에 세 가지 선도[三善道]가 있나니, 하늘[天] · 사람[人] · 아수라(阿修羅)가 그것이다. 악(惡)에도 상 · 중 · 하가 있기 때문이니, 지옥과 축생과 아귀의 도(道)가 그것이다. 만일 그렇지 않다면 악에는 세 가지 과보가 있으나 선에는 두 가지 과보가 있게 되어, 이 일에서도 서로 어긋난다. 만일 6도가 있다 한다면 이치에 있어서 어긋남이 없을 것이다.

[문] 착한 법에도 역시 세 가지 과보가 있나니, 아래[下, 즉 하품]는 사람[人]이요 중간[中, 즉 중품]에는 하늘[天]이며 맨 위[上, 즉 상품]는 열반(涅槃)이다.

[답] 여기서는 열반을 말하지 않아야 한다. 다만 중생이 과보로서 머무를 곳만을 분별해야 하나니, 열반은 [세간의 선의] 과보가 아니기 때문이다. 착한 법에는 두 가지가 있다. 첫째는 [출세간의 선인] 37품(三十七品)으로는 열반에 이르게 하고, 둘째는 [세간의 선으로] 뒷세상[後世, 즉 내생]에서 즐거움[樂]을 내게 하는 것이다. 지금은 다만 [뒷세상에서] 몸을 받는 착한 법을 말할 뿐이요 열반에 이르는 착한 법은 말하지 않는다.

세간의 선(善)에는 세 가지가 있다. 위 갈래[上分, 즉 상품]의 인연(因緣: 직접적 · 간접적 원인) 때문에 천도(天道)의 과보가 있고, 중간 갈래[中分, 즉 중품]의 인연 때문에 인도(人道)의 과보가 있으며, 아래 갈래[下分, 즉 하품]의 인연 때문에 아수라도(阿修羅道)의 과보가 있다.
 — 《대지도론》 제30권. 한문본 & 한글본

### 대승의장의 설명
혜원(慧遠: 523~592)은 《대승의장》 제8권에서 6도에 태어나게 되는 원인은 전체적인 측면[通]과 개별적인 측면[別]이 있다고 말하고 있다. 전체적인 측면이란 선에 상품 · 중품 · 하품의 3유형[三品]이 있는데 그 과보로서 순서대로 천상도 · 인간도 · 아수라도의 3선도에 태어나게 되는 것과 악에도 역시 상품 · 중품 · 하품의 3유형이 있는데 그 과보로서 순서대로 지옥도 · 축생도 · 아귀도의 3악도에 태어나게 되는 것을 말하는데, 여기서 선이란 구체적으로 말해서 10선(十善)을 말하고 악이란 10악(十惡)을 말한다고 진술하고 있다. 그리고 개별적인 측면이란 6도에서 받는 삶의 모습이 개개의 유정마다 다른 것을 말하는데, 그 유형이 무한하다고 진술하고 있다.
즉, 전체적인 측면에서는 중품(中品)의 10악(十惡)이 원인이 되어 그 과보로서 축생의 몸을 받게 된다고 말하고 있으며, 개별적인 측면에서는 개개의 축생의 삶의 모습이 다른 것은 개개의 유정이 전생에서 지은 개별적인 원인에 의한 것이라고 말하고 있다.
 次辨其因。因有通別。通而論之。唯善與惡。善謂十善。惡謂十惡。十惡是其三塗通因。十善是其人天脩羅三趣通因。故龍樹言。惡有三品。謂下中上。下生餓鬼。中生畜生。上生地獄。地經之中亦同此說。善亦三品。下生脩羅。中善生人。上善生天。... 通因如是。若論別因。六道之中種類無量。業因皆異。如法念經具廣分別。

 
다음은 그 원인[因: 6도에 태어나는 원인]을 밝히는 것이다. 원인에는 전체적인 측면[通]과 개별적인 측면[別]이 있다.

전체적인 측면의 원인을 논하자면, 오직 선(善)과 악(惡)이 있을 뿐이다. 선은 10선(十善)을 말하고 악은 10악(十惡)을 말한다. 10악은 3악도[三塗]의 전체적인 원인이며, 10선은 인간도[人] · 천상도[天] · 아수라도[脩羅]의 3선도[三趣]의 전체적인 원인이다. 이러한 이유로 용수(龍樹)보살은 [《대지도론》에서] 악(惡)에 하 · 중 · 상의 3품(三品)이 있다고 말하였다. 하품의 악으로 인해 아귀도[餓鬼]에 태어나며, 중품의 악으로 인해 축생도[畜生]에 태어나며, 상품의 악으로 인해 지옥도[地獄]에 태어난다. 《지경(地經)》에서도 이와 동일하게 설하고 있다.  선(善)에도 역시 3품이 있는데, 하품의 선으로 인해 수라도[脩羅]에 태어나며, 중품의 선으로 인해 인간도[人]에 태어나며, 상품의 선으로 인해 천상도[天]에 태어난다. ... 전체적인 측면의 원인은 이와 같다.

개별적인 측면의 원인을 논하자면, 6도(六道)에서의 그 종류가 무한하며, 업인(業因)이 모두 다른데, 《법념경(法念經: 정법념처경)》에서 널리 분별하고 있는 바와 같다.
 — 《대승의장》 제8권. 한문본 & 한글본 편집자 번역

### 천태사교의의 설명
대승불교의 천태종의 승려 제관(諦觀: ?~970?)은 《천태사교의》에서 축생도에 태어나는 원인을 다음과 같이 함축적이면서도 간결하고 명징하게 밝히고 있다.
 愚癡貪欲作中品五逆十惡者。感此道身。

 
우치(愚癡)와 탐욕(貪欲)으로 중품(中品)의 5역죄[五逆]와 10악(十惡)을 지은 중생들이 이 도(道: 즉, 축생도)에서 몸을 받는다.
 — 《천태사교의》. 한문본 & 한글본 편집자 번역

## 축생도의 모순
고양이 등 오직 반려동물로만 활용되는 동물로 태어나 부유한 집에 입양되어 살아갈 경우 어지간한 인간보다도 훨씬 호화로운 생애를 살다 죽게 된다. 본디 축생도는 형벌이라 했는데 이 정도로 잘 살면 형벌이라 보기 힘들다.
특히 멸종위기종으로 태어나게 되면 국가적 차원의 보호와 보살핌을 받게 된다.
반론: 그렇지 않다. 초호화 고양이일지라도 그에게는 자유가 없기 때문이다. 또한 그에게는 동물성과 반대되는 것으로서, 관념 즉 정신도 없다.

## 같이 보기
- 삼도 (불교)
- 6도

## 참고 문헌
- 고려대장경연구소. 《고려대장경 전자 불교용어사전》. 고려대장경 지식베이스 / (사)장경도량 고려대장경연구소. |title=에 외부 링크가 있음 (도움말)
- 곽철환 (2003). 《시공 불교사전》. 시공사 / 네이버 지식백과. |title=에 외부 링크가 있음 (도움말)
- 구마라습 한역, 이운허 번역 (K.116, T.262). 《묘법연화경》. 한글대장경 검색시스템 - 전자불전연구소 / 동국역경원. K.116(9-725), T.262(9-1). |title=에 외부 링크가 있음 (도움말)
- 도세 지음, 번역자 미상 (K.1406, T.2122). 《법원주림》. 한글대장경 검색시스템 - 전자불전연구소 / 동국역경원. K.1406(39-216), T.2122(53-269). |title=에 외부 링크가 있음 (도움말)
- 미륵 지음, 현장 한역, 강명희 번역 (K.614, T.1579). 《유가사지론》. 한글대장경 검색시스템 - 전자불전연구소 / 동국역경원. K.570(15-465), T.1579(30-279). |title=에 외부 링크가 있음 (도움말)
- 반야류지 한역, 김월운 번역 (K.801, T.721). 《정법념처경》. 한글대장경 검색시스템 - 전자불전연구소 / 동국역경원. K.801(20-1), T.721(17-1). |title=에 외부 링크가 있음 (도움말)
- 세친 지음, 현장 한역, 권오민 번역 (K.955, T.1558). 《아비달마구사론》. 한글대장경 검색시스템 - 전자불전연구소 / 동국역경원. K.955(27-453), T.1558(29-1). |title=에 외부 링크가 있음 (도움말)
- 용수 지음, 구마라습 한역, 김성구 번역 (K.549, T.1509). 《대지도론》. 한글대장경 검색시스템 - 전자불전연구소 / 동국역경원. K.549(14-493), T.1509(25-57). |title=에 외부 링크가 있음 (도움말)
- 운허.  동국역경원 편집, 편집. 《불교 사전》. |title=에 외부 링크가 있음 (도움말)
- 중현 지음, 현장 한역, 권오민 번역 (K.956, T.1562). 《아비달마순정리론》. 한글대장경 검색시스템 - 전자불전연구소 / 동국역경원. K.956(27-680), T.1562(29-329). |title=에 외부 링크가 있음 (도움말)
- 진현종 (2007). 《한 권으로 읽는 팔만대장경》. 영담스님 감수. 들녘 / 네이버 지식백과. |title=에 외부 링크가 있음 (도움말)
- (영어) DDB. 《Digital Dictionary of Buddhism (電子佛教辭典)》. Edited by A. Charles Muller. |title=에 외부 링크가 있음 (도움말)
- (영어) Rhys Davids, T.W. & William Stede (eds.) (1921-5). 《The Pali Text Society's Pali–English Dictionary》. Chipstead: Pali Text Society.
- (중국어) 가류타가 한역 (T.195). 《불설십이유경(佛說十二遊經)》. 대정신수대장경. T4, No. 195, CBETA. |title=에 외부 링크가 있음 (도움말)
- (중국어) 구마라습 한역 (T.262). 《묘법연화경(妙法蓮華經)》. 대정신수대장경. T9, No. 262, CBETA. |title=에 외부 링크가 있음 (도움말)}
- (중국어) 도세 찬 (T.2122). 《법원주림(法苑珠林)》. 대정신수대장경. T53, No. 2122. CBETA. |title=에 외부 링크가 있음 (도움말)
- (중국어) 미륵 조, 현장 한역 (T.1579). 《유가사지론(瑜伽師地論)》. 대정신수대장경. T30, No. 1579. CBETA. |title=에 외부 링크가 있음 (도움말)
- (중국어) 반야류지 한역 (T.721). 《정법념처경(正法念處經)》. 대정신수대장경. T17, No. 721, CBETA. |title=에 외부 링크가 있음 (도움말)
- (중국어) 佛門網. 《佛學辭典(불학사전)》. |title=에 외부 링크가 있음 (도움말)
- (중국어) 불타야사·축불념 한역 (T.1). 《장아함경(長阿含經)》. 대정신수대장경. T1, No. 1, CBETA. |title=에 외부 링크가 있음 (도움말)}
- (중국어) 星雲. 《佛光大辭典(불광대사전)》 3판. |title=에 외부 링크가 있음 (도움말)
- (중국어) 세친 조, 현장 한역 (T.1558). 《아비달마구사론(阿毘達磨俱舍論)》. 대정신수대장경. T29, No. 1558, CBETA. |title=에 외부 링크가 있음 (도움말)
- (중국어) 용수 조, 구마라습 한역 (T.1509). 《대지도론(大智度論)》. 대정신수대장경. T25, No. 1509, CBETA. |title=에 외부 링크가 있음 (도움말)}
- (중국어) 제관 록 (T.1931). 《천태사교의(天臺四教儀)》. 대정신수대장경. T46, No. 1931, CBETA. |title=에 외부 링크가 있음 (도움말)
- (중국어) 중현 조, 현장 한역 (T.1562). 《아비달마순정리론(阿毘達磨順正理論)》. 대정신수대장경. T29, No. 1562, CBETA. |title=에 외부 링크가 있음 (도움말)
- (중국어) 혜원 찬 (T.1851). 《대승의장(大乘義章)》. 대정신수대장경. T44, No. 1851, CBETA. |title=에 외부 링크가 있음 (도움말)

## 주해
1. ↑  이러한 불교적 관점에 따르면, 인간성 또는 동물성이라고 할 때, 동물성의 본질은 무지와 결합된 식욕(여기서는, 육신의 유지와 관련된 과도한 집착)과 성욕(여기서는, 종족 보존과 관련된 과도한 집착)에 기반한 폭력적 행위라고 할 수 있다. 불교적인 해석에서 무지 즉 무명은 4성제로 대표되는 진리와 12연기로 대표되는 인과법칙을 알지 못하는 것이므로, 동물성이란 진리와 인과법칙에 대한 무지와 결합된 식욕과 성욕을 기반으로 하여 일어나는, 살생과 같은 폭력적 행위라고 할 수 있다. 그리고 동물성에 대비되는 의미에서의 인간성이란, 지혜 즉 '진리(4성제)와 인과법칙(12연기)에 대한 앎'을 바탕으로, 이러한 악행들을 행하지 않으려 하고 이 악행들의 원인이 되는 번뇌들로부터 벗어나려고 하는 것이라고 할 수 있다.
2. ↑  철취조(鐵嘴鳥, 쇠부리새)는 그리스 신화에서 프로메테우스의 간을 쪼아먹는 독수리를 연상시킨다. 헤시오도스의 《신통기》에 따르면 프로메테우스는 인간에게 불을 가져다 준 것에 대한 벌로 코카서스 산 바위에 쇠사슬로 묶여 독수리에게 간을 쪼아먹히게 되었다. 후일 헤라클레스가 독수리를 죽이고 그를 구해 주었다.(Hesiod, 《Theogony》. Theoi.com.) 한편, 헤라클레스가 12과업을 할 때 아틀라스의 꾐에 빠지지 않도록 도와준 것이 프로메테우스라고도 한다.
3. ↑  흑준구(黑駿狗, 검은 큰 개)는 그리스 신화의 케르베로스를 연상시킨다. 헤시오도스의 《신통기》 311행에 따르면 케르베로스는 50개의 머리를 가진 검은 개이다.